# Ситчараки
Ситчара́ки (чув. Ҫитчарак) — деревня в Цивильском районе Чувашской Республики. Входит в состав Второвурманкасинского сельского поселения.

## География
Находится в северной части Чувашии на расстоянии приблизительно 8 км на северо-запад по прямой от районного центра города Цивильск.

## История
Известна с 1719 года как деревня из 46 дворов с 190 жителями мужского пола. В 1747 году учтено было 194 мужчин, в 1795 (вместе с 2 околотками) — 112 дворов, 332 жителя, в 1858 (с 3 выселками) — 506 жителей, в 1897—351 житель, 1926 — 77 дворов, 332 жителя, в 1939—374 жителя, 1979—233. В 2002 году было 68 дворов, 2010 — 63 домохозяйства. В XIX — начале XX веках околоток деревни Акмурзиной (ныне в составе деревни). В период коллективизации был организован колхоз «Ким», в 2010 году действовало КФХ «Хорошавин».

## Население
Постоянное население составляло 173 человека (чуваши 99 %) в 2002 году, 163 в 2010.